# Magnoculus bennetti
Magnoculus bennetti is een keversoort uit de familie glimwormen (Lampyridae). De wetenschappelijke naam van de soort werd voor het eerst geldig gepubliceerd in 1832 door Gray in Griffith.